# Hostynne
Hostynne – wieś w Polsce położona w województwie lubelskim, w powiecie hrubieszowskim, w gminie Werbkowice. Przez miejscowość przebiega droga krajowa nr 74.
W latach 1975–1998 miejscowość administracyjnie należała do województwa zamojskiego. 
Wieś jest sołectwem w gminie Werbkowice. Według Narodowego Spisu Powszechnego (III 2011 r.) liczyła 319 mieszkańców i była jedenastą co do wielkości miejscowością gminy Werbkowice.
Wieś jest siedzibą rzymskokatolickiej parafii św. Jana Chrzciciela.

## Części wsi
| SIMC    | Nazwa    | Rodzaj    |
| ------- | -------- | --------- |
| 0904983 | Podlasie | część wsi |

## Historia

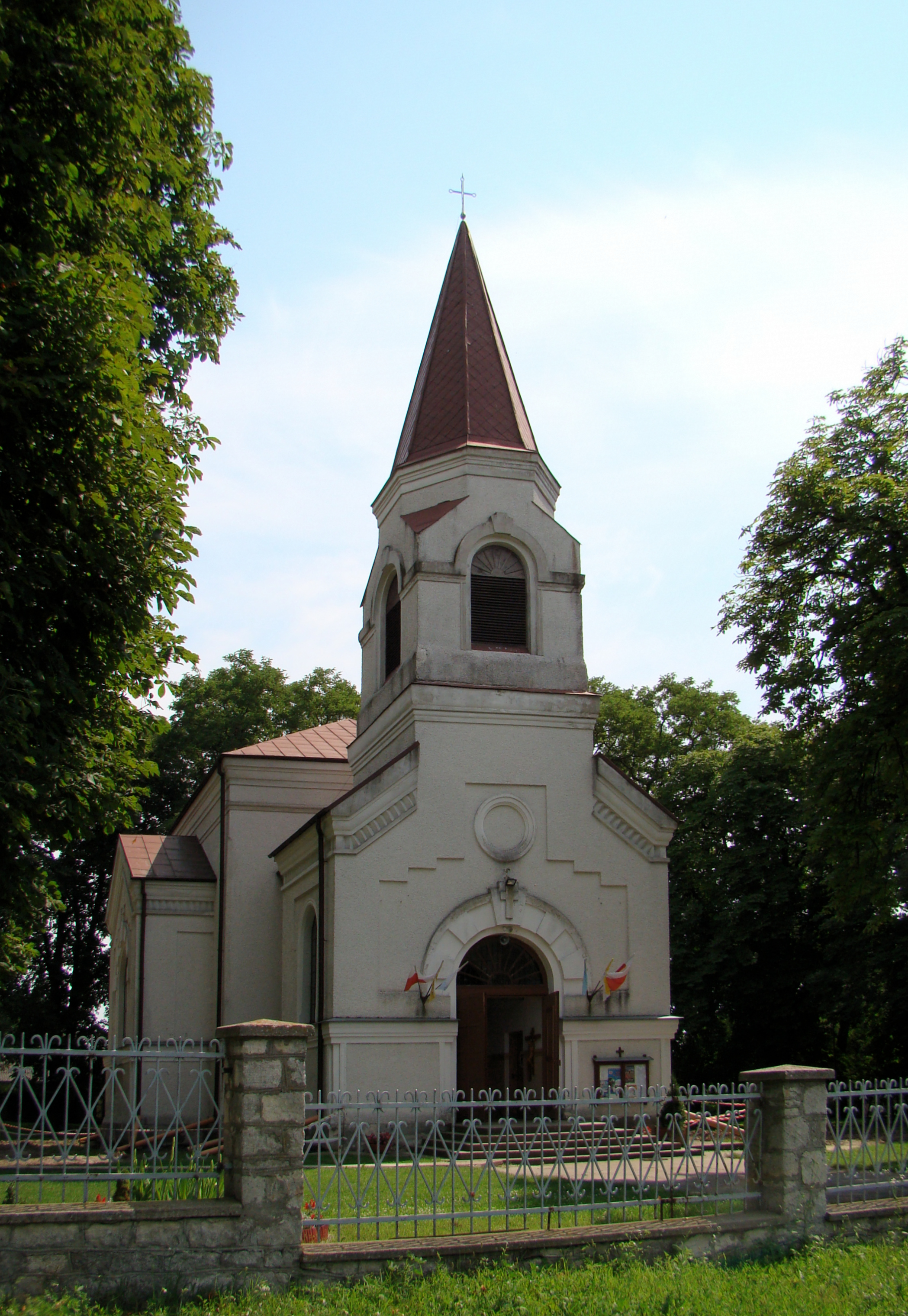
Kościół św. Jana Chrzciciela

Ostatnim właścicielem dóbr ziemskich Hostynne był Adam, Marian hr. Komorowski-Suffczyński herbu Korczak. Od 1920 do 1935 roku w Hostynnem brytyjscy kwakrzy zorganizowali punkt udzielania pomocy dla okolicznej ludności. Od 18 czerwca do 6 lipca 1941 r., podczas kampanii wschodniej w trakcie II wojny światowej, w Hostynnem mieściła się niemiecka baza sił powietrznych III Rzeszy Luftwaffe. Był to samodzielny oddział Jagdgeschwader 3 JG 3 dowodzony przez Oberstlt Günther Lützow. Stacjonowały tu jednostki z Gruppe II pod dowództwem Hptm Lothar Keller oraz Gruppe III pod dowództwem Hptm Walter Oesau.

## Zabytki
Kościół św. Jana Chrzciciela i Świętych Apostołów Szymona i Judy Tadeusza wzniesiony w latach 1889-1890 jako cerkiew prawosławna.